# Antoni Kazimierz Blikle

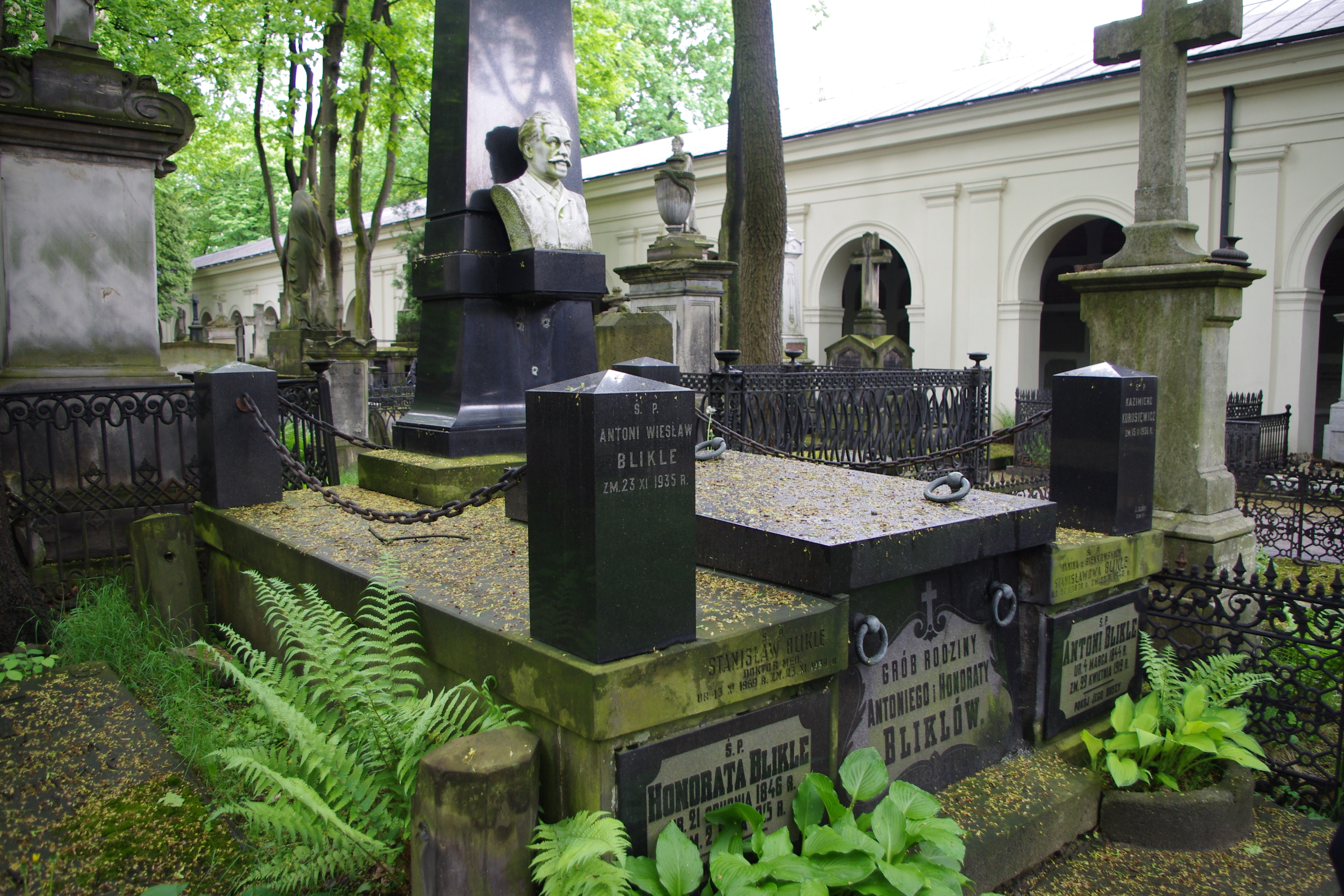
Grób Antoniego Kazimierza Blikle na cmentarzu Powązkowskim w Warszawie

Antoni Kazimierz Blikle (ur. 4 marca 1844 w Chełmie, zm. 29 kwietnia 1912 w Warszawie) – warszawski przedsiębiorca, założyciel cukierni i kawiarni.

## Życiorys
Jego ojcem był, przybyły do Polski ze szwajcarskiego kantonu Gryzonia, rzeźbiarz (lub złotnik ram obrazów) Fryderyk Blikle (ur. ok. 1798 we wsi Schkampf). Początkowo mieszkał w Warszawie (wraz z rodzicami: Andrzejem i Anną), następnie osiadł z całą rodziną w Chełmie, gdzie zmarł w 1848 r.
Matka Antoniego, Teressa Täufel, postanowiła posłać syna na naukę zawodu. Rozpoczął praktykę cukierniczą w wieku 14 lat w pierwszej z cukierni Semadenich, u Kaspra (Kacpra) Semadeniego w Łomży (również z pochodzenia Szwajcara).
Na początku lat 60. przyjechal do Warszawy, gdzie rozpoczął pracę jako starszy cukiernik u cukiernika warszawskiego Michalskiego, właściciela cukierni przy Nowym Świecie 31.
Założył swoją firmę 11 września 1869 odkupiwszy istniejącą cukiernię Michalskiego. Miejsce to zyskało dużą popularność.
Był jednym z założycieli warszawskiego cechu cukierniczego i pierwszym jego starszym. W 1903 prowadzenie przedsiębiorstwa przejął Antoni Wiesław Blikle (1873−1934), który w 1928 przekazał ją swemu synowi Jerzemu Czesławowi. Jerzy Blikle odbudował lokal po II wojnie światowej w 1948.
Został pochowany na cmentarzu Powązkowskim (kwatera 8-4-26/27).

## Życie prywatne
Żonaty z Marią Honoratą z domu Szwemberger (ur. 21 grudnia 1846, zm. 2 lipca 1915). Ślub odbył się w parafii Przemienienia Pańskiego w Warszawie 10/22 stycznia 1870 roku.
Jego rodzice: Fryderyk Blikle (wyznania ewangelicko-reformowanego) i Teressa Täufel (katoliczka) również pobrali się w Warszawie, w parafii Nawiedzenia Najświętszej Marii Panny w Warszawie, 20 lutego 1835 roku. Po śmierci Fryderyka (zm. 20 października 1848 w Chełmie), Teressa nadal prowadziła Fabrykę Ram Złoconych. W 1851 r. wyszła ponownie za mąż, za Leopolda Stanisława Czerkawskiego (ślub również w parafii NMP w Warszawie, 25 września 1851r.). Zmarła 7 kwietnia 1869 r. w Warszawie, pochowana została na cmentarzu cmentarzu ewangelicko-reformowanym.